# Степени слободе (механика)
У механици, степени слободе механичког система представљају број независних параметара који дефинишу конфигурацију система. Степен слободе је фундаментални концепт који представља централни део анализе система тела у машинству, астронаутичкој индустрији, роботици, и грађевинарству. Број степени слободе је број параметара који одређују стање физичког система.
Позиција локомотиве која се креће дуж шина има један степен слободе, јер је положај локомотиве одређен тачком на шинама на којој се локомотива налази. Композиција вагона, повезаних зглобним везама за локомотиву и даље има само један степен слободе, јер је положај вагона ограничен обликом пруге.
Аутомобил са чврстим вешањем може да се посматра као чврсто тело које се креће по равни (равном, дводимензионом простору). Ово тело има три независна степена слободе, која се састоје од две компоненте транслације и једног угла ротације. Клизање аутомобила је добар пример који илуструје сва три степена слободе.
Положај чврстог тела у простору је одређен преко три компоненте транслације и три компоненте ротације, што значи да тело има шест степени слободе.

## Кретање и димензије
Положај n-димензионог чврстог тела је дефинисан чврстом трансформацијом, , где d представља n-димензиону транслацију, а A је nxn матрица ротације, која има n транслационих степени слободе и n(n - 1)/2 ротациона степена слободе. Број ротационих степени слободе долази од димензије ротационе групе SO(n).
Не-чврсто или деформабилно тело може да се посматра као скуп сићушних честица (огроман број степени слободе); приликом анализе оваквих система се често врши апроксимација системом са мањим бројем степени слободе. Када је главни циљ анализе проучавање великих помераја (на пример, у анализи кретања сателита), деформабилно тело може да се апроксимира чврстим телом (или чак честицом) како би се анализа поједноставила.
Као што је објашњено горе, број степени слободе одговара минималном броју координата неопходних да се одреди положај тела. Ако се то примени:
За одређивање положаја појединачне честице су неопходне 2 координате у дводимензионој равни и 3 координате у тродимензионом простору. Стога је број степени слободе честице у простору 3.
За тело које се састоји од две честице (на пример двоатомни молекули) у простору, са константним размаком d између њих, може да се покаже да је број степени слободе једнак 5.
Нека су познате три координате једне честице, као и x-координата и y-координата друге честице. Формула за израчунавање раздаљине између две тачке у еуклидском простору гласи 
Како је раздаљина позната, ово представља једначину са једном непознатом, из које може да се израчуна преостала координата друге честице, .
Напомена: у овој ситуацији било која од координата  може да буде непозната.

## Шест степени слободе
Кретање брода на мору има шест степени слободе чврстог дела, описаних као:
Транслација:
1. Кретање горе и доле;
2. Кретање лево и десно;
3. Кретање напред и назад;

Ротација:
1. Заокретање горе и доле (пропињање);
2. Заокретање лево и десно (скретање);
3. Заокретање у страну (ваљање).